# Jonas Tomalty
Jonas Tomalty, dit Jonas, est un chanteur canadien, né le 8 août 1979 à Montréal.

## Biographie
Son père était artiste comme lui allait l'être plus d'une vingtaine d'années plus tard puisque c'était un musicien chanteur de blues. Étant adolescent, le jeune Jonas s'inscrit à une chorale pour suivre les traces de son père, et cette chorale le fit voyager jusqu'à ce qu'il fonde son groupe de rock alternatif : Rubberman, avec qui il remporte en 1999 le premier prix du concours L’esprit de CHOM FM et le DemoClip de Musique Plus.
En parallèle de sa carrière de rocker, il forme en 1998 un groupe de blues, Jonas and the blues blooded, et commence sa carrière solo en assurant les premières parties de la tournée nord-américaine de Van Halen en novembre 2004 puis sort son premier album éponyme qui lui assure un franc succès avec presque 100 000 albums vendus.
Le 12 décembre 2021, sa participation à la deuxième saison de Big Brother Célébrités (adaptation québécoise) est annoncée. Le 28 décembre il annonce renoncer pour raison familiale.

## Discographie

### Albums studio
- 2004 : Jonas
- 2006 : Suite Life
- 2012 : Big Slice (crédité comme Jonas and the Massive Attraction)
- 2013 : Live Out Loud (crédité comme Jonas and the Massive Attraction)
- 2014 : X (crédité comme Jonas and the Massive Attraction)

### Compilations et albums live
- 2005 : Live... as We Roll! (concert enregistré le 2 juin 2005 au Métropolis Music Hall de Montréal)
- 2007 : La Quête. The Quest (Show vs. Business) (compilation live)
- 2007 : Promised Land (compilation)
- 2012 : Unplugged (titres live et studio)  (crédité comme Jonas and the Massive Attraction)
- 2020 : Live and Electric  (crédité comme Jonas and the Massive Attraction)